# Planisfero di Cantino
Il Planisfero di Cantino (o Mappa del mondo di Cantino o, più semplicemente, Carta del Cantino) è una mappa, composta da 6 fogli di pergamena incollati, che mostra le conoscenze geografiche dell'Impero portoghese all'inizio del XVI secolo. Si tratta del più antico planisfero portoghese sopravvissuto. Misura 220×105 cm. 
Il planisfero prende il nome da Alberto Cantino, un agente del Duca di Ferrara, che contrabbandò dal Portogallo all'Italia nel 1502. La mappa ritrae la costa brasiliana, scoperta nel 1500 dall'esploratore portoghese Pedro Álvares Cabral, e mostra la costa africana dell'oceano Atlantico e Indiano con grande accuratezza e dettaglio.
Il planisfero di Cantino è uno dei primi esempi di mappa nella quale le località sono collocate sulla base della loro latitudine, e non riportando la rotta e la distanza stimata da altre località, come avveniva nei portolani e nelle carte del Mediterraneo del secolo precedente (sistema che rimane, nella mappa, per l'Europa e il Mar dei Caraibi).
È stata definita "la mappa più importante della storia della cartografia portoghese, e anche del mondo".

## Storia

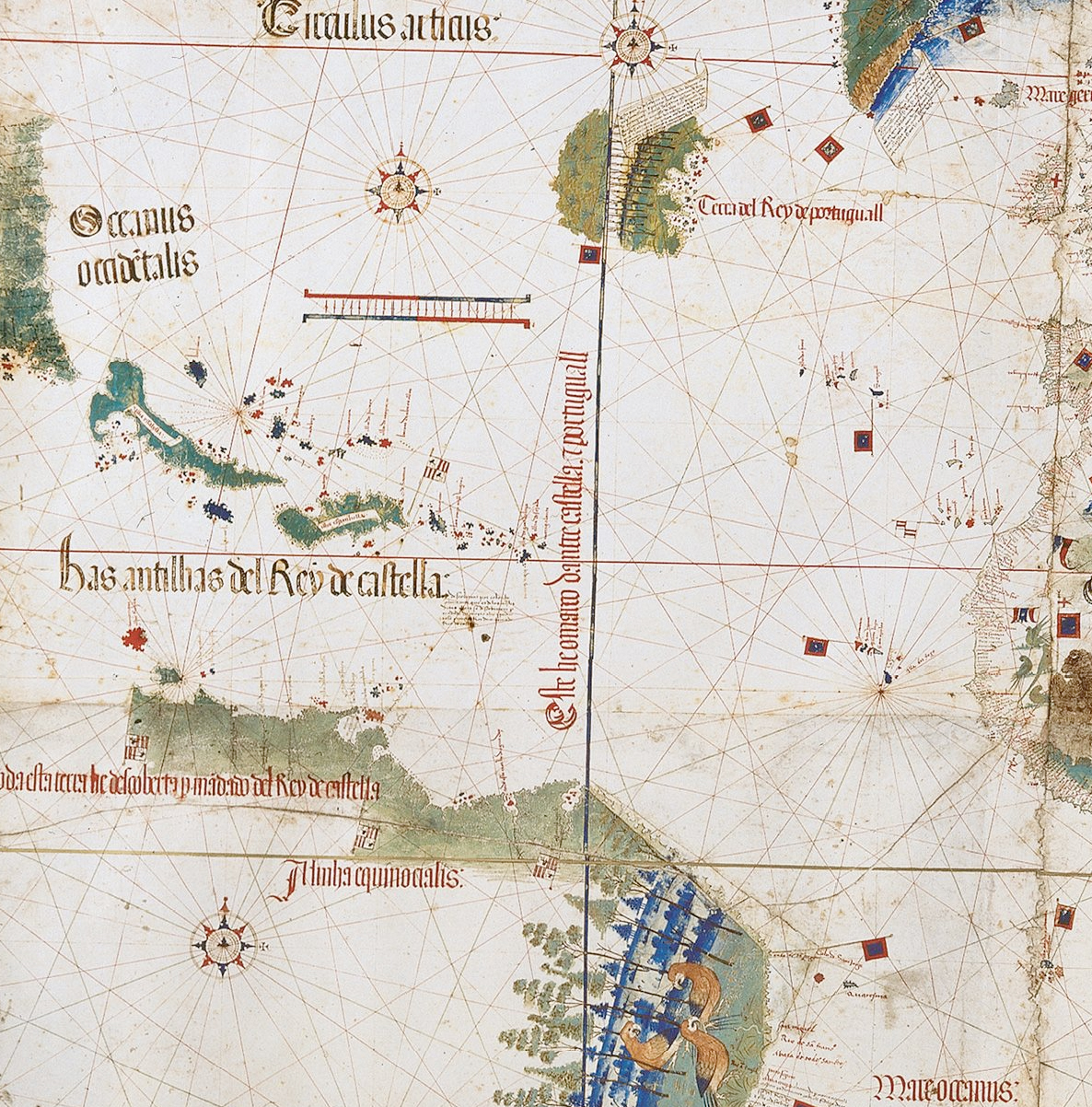
Particolare della linea di Tordesillas sul planisfero di Cantino

Alla fine del XV secolo Ercole I d'Este, duca di Ferrara, inviò Alberto Cantino a Lisbona con l'incarico formale di commerciante di cavalli ma in realtà per raccogliere riservatamente informazioni sulle scoperte geografiche portoghesi. In due lettere al Duca, datate al 17 e al 18 ottobre 1501, Cantino riferisce di aver sentito l'esploratore Gaspar Corte-Real esporre al re Manuele I i risultati del suo ultimo viaggio a Terranova.
Alcuni fra i primi studiosi della mappa hanno suggerito che essa sia stata commissionata a un cartografo ufficiale del Regno del Portogallo, che l'avrebbe realizzata copiando la mappa in possesso della Corona, il cosiddetto Padrão Real, compilato dall'Armazéns da Índia. Mancano tuttavia i riscontri storiografici per questa ipotesi, ed è stato notato che il planisfero contiene diversi errori che difficilmente sarebbero stati presenti in uno standard ufficiale. Un'altra possibilità è che la mappa sia stata clandestinamente acquistata dopo essere stata realizzata su commissione di un nobile o di un funzionario locale.
Cantino afferma di aver pagato 12 ducati per la mappa, una cifra considerevole per l'epoca. Da un'altra lettera, è noto che inviò la mappa al Duca di Ferrara il 19 novembre 1502. Sul retro della mappa vi è un'iscrizione che dice: Carta de navigar per le Isole nouam trovate in le parte de India: dono Alberto Cantino al S. Duca Hercole.
Il possesso della mappa svelò alla Signoria di Ferrara l'esistenza di molti territori in precedenza sconosciuti; nondimeno, la mappa divenne obsoleta in pochi mesi, a causa di successive spedizioni esplorative condotte dai portoghesi. Poco dopo il suo arrivo in Italia, le informazioni presenti sulla mappa furono ricopiate nel planisfero di Caverio, che a sua volta servì da base per la rappresentazione dell'America nella carta Universalis cosmographia di Martin Waldseemüller.
La mappa fu mantenuta nella biblioteca ducale di Ferrara per circa 90 anni, finché il papa Clemente VII la trasferì a Modena. Nel 1859 il palazzo in cui si trovava la mappa fu depredato, e il planisfero fu disperso. La cartina fu ritrovata e acquistata nel 1868 da Giuseppe Boni, direttore della Biblioteca Estense, in una salumeria di Modena. Il planisfero di Cantino è tuttora conservato alla Biblioteca Estense di Modena.

## Scoperte

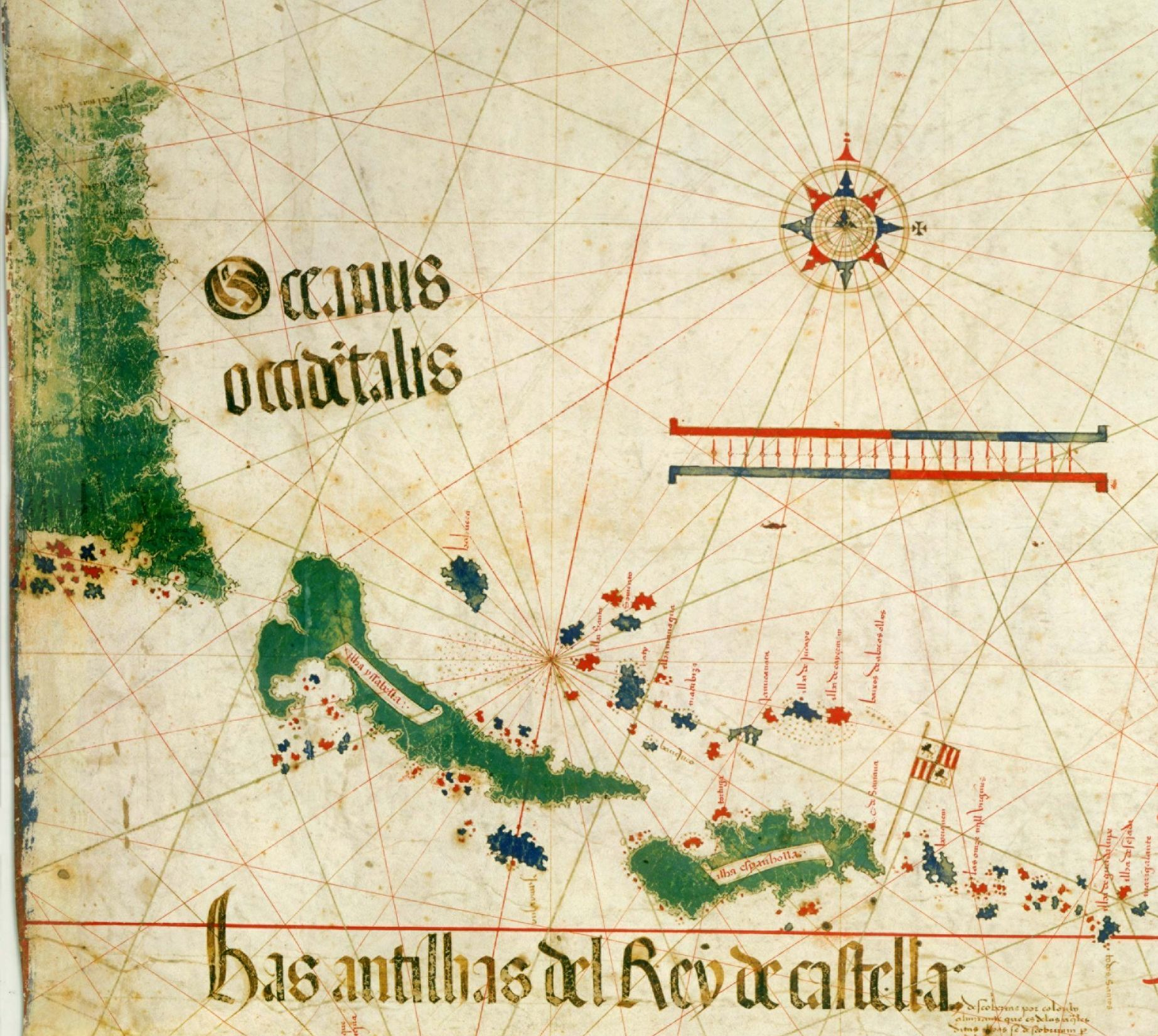
L'angolo in alto a sinistra della mappa di Cantino, con le isole dei Caraibi e la costa del Nord America

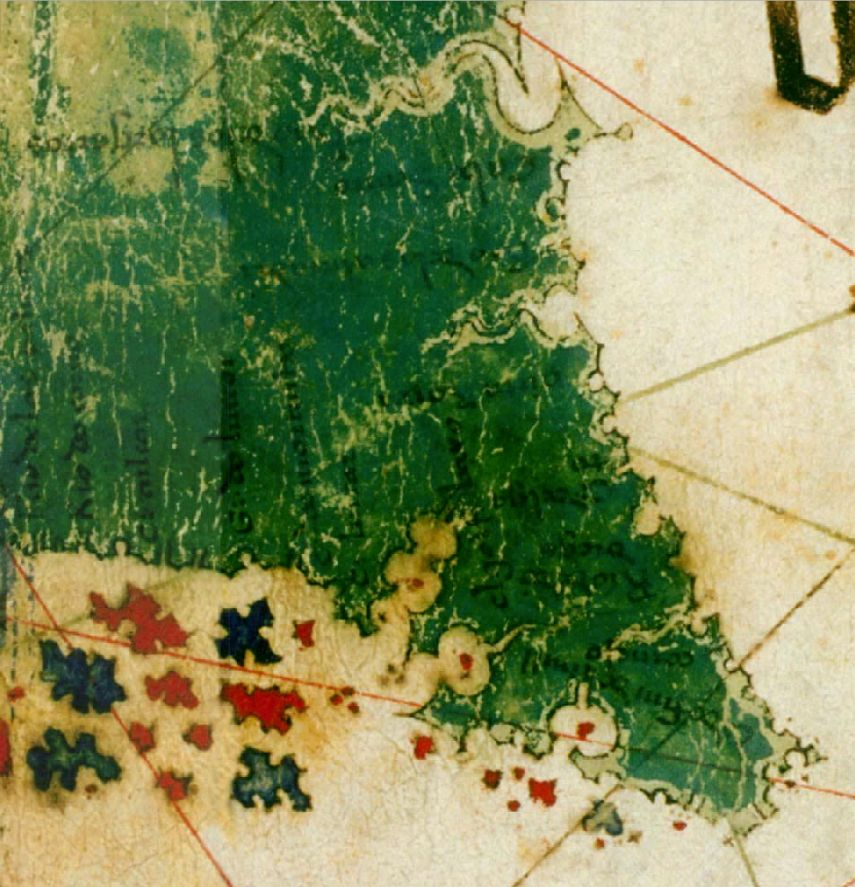
Una penisola interpretata come la Florida

Il planisfero di Cantino è la prima mappa conosciuta che rappresenti l'Indocina e il perimetro africano nella sua interezza. La costa dell'Oceano Indiano è rappresentata con accuratezza.
Si tratta di uno dei primi casi in cui l'America è rappresentata come un territorio a sé stante. Nella parte più a sinistra vi è una penisola con un fiume chiamato Rio de las Almadias, che è stato suggerito essere il fiume St. Johns in Florida, sebbene la Florida non sia stata ufficialmente scoperta prima del 1513. Altri hanno suggerito che la penisola rappresenti parte della Cina, Cuba oppure lo Yucatán.
Terranova, visitata nel 1500 e 1501 da Gaspar Corte-Real e dal fratello Miguel, è rappresentata leggermente a est rispetto alla sua collocazione effettiva, in modo da risultare a est della linea di Tordesillas, ed è chiamata "terra del re del Portogallo". È rappresentata anche la Groenlandia, presumibilmente sulla base della missione di Lavrador e Barcelos.
Al tempo della realizzazione della mappa, le informazioni disponibili sul Brasile si limitavano a quelle date dalla spedizione di Cabral del 1500, che aveva esplorato solo una porzione relativamente piccola della costa rappresentata, dalla bandiera vicino alla scritta Vera Cruz al lato settentrionale della baía de Todos-os-Santos. Si suppone che il Brasile abbia raggiunto la sua forma attuale nella mappa in tre fasi distinte: in origine, è stata tracciata una linea di costa che va da Golfo fremosso verso sud-est fino a  Cabo Sam Jorge, e da lì a sud sino a Porto Seguro; successivamente, è stata incollata una striscia di pergamena fra il Rio de sã franc° e il Golfo fremosso, che sarebbe stata basata sulle informazioni portate da João da Nova, di ritorno a Lisbona nel settembre 1502 (da Nova scoprì anche l'isola di Ascensione, anch'essa riportata sulla mappa). In una terza fase sarebbe stata rimossa un'isola denominata quaresma e aggiunti alcuni toponimi in corsivo.

## Grafica

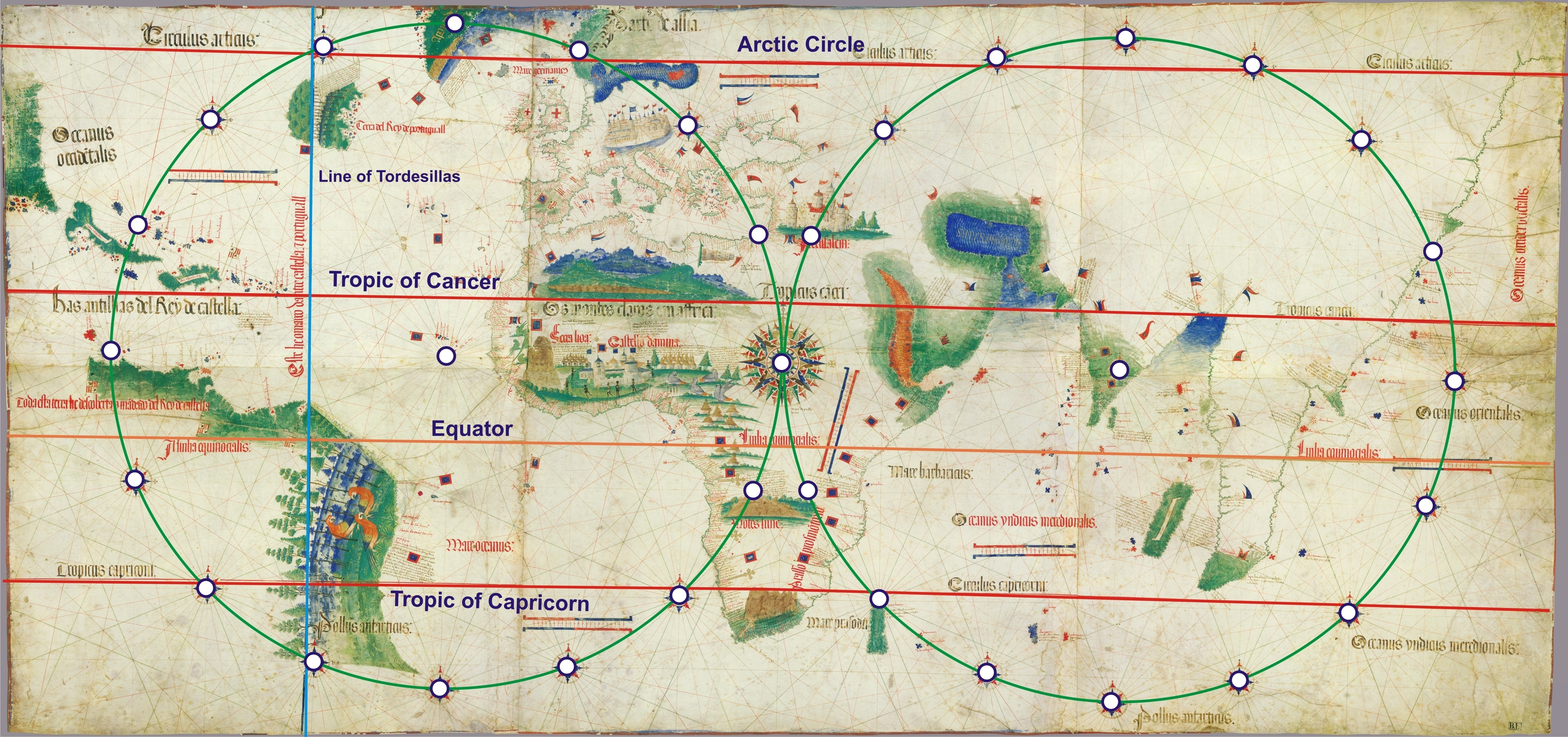
Lo schema delle lossodromie del planisfero di Cantino

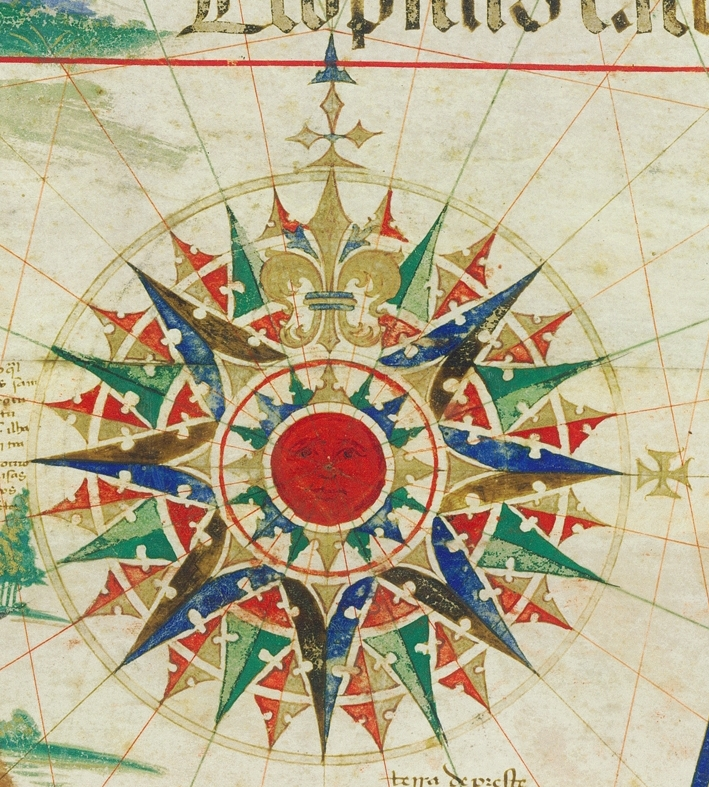
La rosa dei venti

Le linee lossodromiche della mappa sono costruite a partire da due cerchi, uno centrato su Capo Verde e l'altro sull'India. Ciascuna delle due circonferenze è marcata con 16 punti equamente spaziati, da cui si dipartono 32 lossodromie. Le due circonferenze sono tangenti esternamente in un punto dell'Africa centrale, su cui è raffigurata una rosa dei venti con un giglio che indica il nord. Sulla mappa sono presenti sei scale grafiche, graduate in leghe iberiche, e con un numero variabile di tacche. È riportata inoltre la linea di Tordesillas.
Le illustrazioni sono poche, ma elaborate. Sono disegnate le città di Venezia e Gerusalemme. È inoltre raffigurato il castello portoghese di São Jorge da Mina, nell'odierno Ghana, fiancheggiato da due città africane. Tra le altre illustrazioni, vi sono una montagna a forma di leone (a rappresentare la catena della Sierra Leone), la fortezza romana di Babilonia situata ora al Cairo, i leggendari Monti della Luna (a cui erano attribuite le sorgenti del Nilo) in Africa centrale e un'altra catena montuosa in Africa meridionale che potrebbe rappresentare la montagna della Tavola oppure i Monti dei Draghi. Lungo la costa dell'Africa centrale sono indicate le varie croci di pietra (padrão) erette da Diogo Cão e Bartolomeo Diaz.
In corrispondenza della catena dell'Atlante sono indicati i "Montes Claros", con una legenda che dice "questa è la terra di Re Organo, il cui re è molto nobile e molto ricco". Alla destra vi è la "terra del re di Nubia, il cui re è costantemente in guerra con Prete Gianni, ed è un moro e un grande nemico dei cristiani".